# Hirotaka Mita
Hirotaka Mita (三田 啓貴?, Mita Hirotaka; Tokyo, 14 settembre 1990) è un calciatore giapponese, centrocampista dell'Oliveirense.

## Palmarès

### Club

#### Competizioni nazionali
- Coppa J. League: 1

FC Tokyo: 2020